# آناند آمریتراج
 آناند آمریتراج (انگلیسی: Anand Amritraj؛ زادهٔ ۲۰ مارس ۱۹۵۲) یک تنیس‌باز اهل هند است.